# Фёдор (князь киевский)
Фёдор — князь киевский в период не ранее битвы на Ирпени (1321—1324) и не позднее битвы на Синих Водах (1362), княживший позднее Станислава из путивльской ветви Ольговичей и ранее Владимира Ольгердовича из Гедиминовичей.
Происхождение Фёдора остаётся не выясненным. Различные версии отождествляют его с Ольгимундом Гольшанским (которого Гедимин согласно белорусско-литовским летописям поставил своим наместником после захвата Киевской земли), с Фёдором Святославичем из Рюриковичей, входившим в состав посольства Гедимина в Новгород в 1326 году, либо с братом Гедимина Фёдором, упоминаемым с связи с визитом митрополита Феогноста на Волынь в 1330—1331 годах.
Фёдор известен только по событиям 1331 года, которые, однако, на фоне общего недостатка сведений о судьбе Киевской земли в период после монгольского нашествия помогают исследователям составить определённое представление о её внешнеполитическом положении в тот период.
В 1331 году во Владимире-Волынском Феогност отказался хиротонисать в епископы Новгорода и Пскова Арсения (избранного собором епископов: Феодором Галицким, Марком Перемышльским, Григорием Холмским и Афанасием Владимирским и поддержанного Гедимином) и поставил в Новгород своего кандидата Василия. Когда тот ехал с Волыни в Новгород, ему удалось, благодаря предупреждению Феогноста, оторваться от организованной Гедимином погони. Но вблизи Чернигова князь Фёдор с ордынскими баскаками и отрядом в 50 человек напал на них, взял откуп и увёл в плен Ратслава, протодьякона Феогноста. Кроме того, Василий заключил с Фёдором соглашение о принятии на службу в Новгороде племянника Фёдора — Глеба Гедиминовича, — что стало первым случаем принятия в Новгороде князя-нерюриковича.